# Ритуал (фильм, 2017)
«Ритуа́л» (англ. The Ritual) — британский фильм ужасов, снятый режиссёром Дэвидом Брукнером по одноимённому роману Адама Нэвилла. Премьера состоялась 9 февраля 2017 года на интернет-сервисе Netflix. Съёмки проходили в Южных Карпатах.

## Сюжет
Группа из четырёх друзей — Фил, Дом, Хатч и Люк — отправляется в туристический поход по Кунгследену (в переводе со шведского означает Королевская тропа) в Национальном парке Сарек, на севере Швеции, чтобы почтить память своего друга Роба, который был убит шесть месяцев назад при ограблении магазина. После того, как Дом падает и получает травму колена, Хатч предлагает пройти по альтернативному маршруту через лес, чтобы срезать путь. В то же время группа начинает сталкиваться со странными явлениями, вроде тела выпотрошенного лося и таинственных рун, вырезанных на деревьях. Герои решают заночевать в найденной заброшенной хижине, при этом ночью их преследуют видения. На следующее утро группа выдвигается на поиски выхода из леса; Люк находит следы существа, которое, как он думает, преследует их.
Ночью это существо похищает Хатча, ребята начинают за ним погоню. Они теряются и не могут найти свои палатки и припасы, поэтому вынуждены продолжать путь без них. Спустя некоторое время друзья находят Хатча выпотрошенным и нанизанным на ветки деревьев. Они снимают тело погибшего товарища с деревьев и прячут. Люк на время покидает группу и находит деревню на краю леса. Он бежит обратно и находит убитого Фила, в той же позе, в которой был Хатч. Люк и Дом бегут к хижине, где на них нападают и оглушают жители деревни.
Люк и Дом приходят в себя в подвале, где один из напавших объясняет, что существо, убившее их друзей — Йотун, которому жители устраивают жертвоприношения. Они верят, что Йотун даёт им бессмертие. Во время ритуала язычники привязывают Дома к сооружению из дерева, после чего пришедшее существо убивает его. Люку же удаётся выбраться. Он убивает одного из жителей, вооружается топором и сбегает из хижины. В лесу Люк ранит существо топором и покидает Кунгследен, а Йотун по какой-то причине не может его преследовать, таким образом оставаясь заточённым в лесу.

## В ролях
- Рейф Сполл — Люк
- Сэм Троутон — Дом
- Роберт Джеймс-Колльер — Хатч
- Аршер Али — Фил
- Керри Маклин — Гейл
- Мария Эрвольтер — Сара
- Пол Рейд — Роберт
- Франческа Мула — Ведьма

## Критика
На сайте агрегаторе рецензий Rotten Tomatoes фильм имеет рейтинг одобрения 74 % на основе 96 обзоров со средним рейтингом в 6,1 балл из 10. На Metacritic фильм получил средневзвешенную оценку в 57 баллов из 100, основанную на 18 рецензиях. Кэти Уолш из Los Angeles Times похвалила фильм и сказала, что он был «очень эффективным по своему стилю, опираясь на звук, жуткий постановочный дизайн, а также на собственный страх и неверные суждения мужчин, чтобы создать ощущение всепроникающей обречённости». Сценарист RogerEbert.com Саймон Абрамс поставил фильму 2 балла из 4, заявив: «Самый разочаровывающий вид плохого фильма ужасов: тот, который слишком умён, чтобы быть таким тупым». Кайл Конер из The Playlist дал фильму отрицательную рецензию, заявив, что «У Дэвида Брукнера были все ингредиенты для создания шедевра ужасов — обманчиво живописные кадры в дикой местности, великий дух товарищества персонажей, ужасная атмосфера, но он упускает эту возможность».